# 斯塔尼科夫
斯塔尼科夫是捷克的城鎮，位於該國西部，距離首府皮爾森約30公里，由比爾森州負責管轄，面積20.48平方公里，海拔高度387米，2011年人口達到 3,368。